# 우수 (별자리)

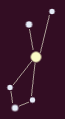
우(牛)

우수(牛宿)는 동아시아의 별자리인 이십팔수의 하나로, 소를 모는 사람의 의미로 견우(牽牛)라고도 한다.
북방현무 7수(宿) 중 두 번째에 해당된다.
염소자리·독수리자리·거문고자리의 일부분으로 되어 있다. 수거성은 염소자리의 α성 알게디 혹은 β성 다비흐로 추정된다.
천상열차분야지도의 옛 별자리에 의하면, 독수리자리의 α성은 하고(河鼓) 별자리의 대장군(大將軍) 별로, 직녀(織女) 별자리와 함께 ‘견우’에 속한다. 이 별은 흔히 견우성으로 잘못 알려져 있다.
실제로는 어두워서 잘 보이지 않으나 황도와 천구의 적도 부근에 위치하여 해와 달이 지나는 중심 별자리가 된다. 천상열차분야지도에 그려진 은하수를 기준으로 할 때에, 견우와 직녀는 대략 비슷한 거리 만큼 떨어져 있다.
우수는 대략 기원전 5세기 후반 이후로 역사에 등장하였다.

## 우수에 속한 별자리
| 별자리   | 한자     | 별 개수 | 위치       |
| -------- | -------- | ------- | ---------- |
| 우, 견우 | 牛, 牽牛 | 6       | 염소자리   |
| 천전     | 天田     | 9       |            |
| 구감     | 九坎     | 9       |            |
| 하고     | 河鼓     | 3       | 독수리자리 |
| 직녀     | 織女     | 3       | 거문고자리 |
| 좌기     | 左旗     | 9       |            |
| 우기     | 右旗     | 9       |            |
| 천부     | 天桴     | 4       |            |
| 나언     | 羅堰     | 3       |            |
| 점대     | 漸臺     | 4       |            |
| 연도     | 輦道     | 6       |            |

## 전설
옛날, 천제의 딸인 직녀와 부지런한 청년인 견우가 있었는데, 이들은 열심히 베를 짜고 밭을 갈았다. 견우와 직녀가 서로 어울려 일을 게을리 하게 되자 천제는 이들에게 서로 떨어져 살게 하는 벌을 내렸는데, 일년 중 단 하루, 칠월칠석(음력 7월 7일)에 까마귀와 까치가 놓아 주는 오작교 위에서 만날 수 있도록 허락하였다.
칠석의 저녁과 다음날 새벽에는 기쁨과 슬픔으로 비가 내리기도 하며, 건강한 까마귀와 까치는 이 날에는 보이지 않는다고 한다.

## 견우성에 대한 논란
오늘날 독수리자리에서 가장 밝은 별 알타이르가 견우성으로 알려져 있으나, 조선시대의 천문기록에서 견우성은 28수의 하나인 우수이다. 전설상으로 직녀는 옥황상제의 딸로 높은 신분이었지만 견우는 상대적으로 미천한 신분이었고, 이 속성에 기인하여 직녀는 밝은 베가지만 견우는 상대적으로 어두운 3등급 다비흐에 속성이 부여된 것으로 추측된다.

## 같이 보기
- 직녀성

## 참고 문헌
- 〈천상열차분야지도〉 석각본, 서운관(書雲觀), 1395년 제작 (천문도와 설명)
- 이문규, 《고대 중국인이 바라본 하늘의 세계》, 문학과 지성사, 2000
- 이순지, 《천문류초》, 규장각
- 구담실달, 《당개원점경》
- 박창범, 《하늘에 새긴 우리역사》, 김영사, 2002